# Ecce Homo (Antonello da Messina Genova)
Ecce Homo è un dipinto eseguito da Antonello da Messina a olio su tavola di pioppo (38,7 x 29,8 cm), databile intorno al 1474 e conservato nella Galleria nazionale di palazzo Spinola di Genova.
L'opera è firmata nel cartiglio posto al centro della cornice in basso, in cui è srotolata l'iscrizione: "Antonellus messaneus / Me pinxit", ma la sovrapposizione di una cornice barocca sulla cornice originale ne ha fatto discutere l'autografia di Antonello da Messina. La documentazione sulla provenienza del dipinto anteriore al 1780, anno in cui viene catalogata da Ratti, anche se sotto l'etichetta di "stile fiammingo", in casa Spinola di Pellicceria, è assai scarsa; un successivo inventario dei beni di Giacomo Spinola nel 1830 la identifica come una "testa di Cristo con corona di spine di Antonello da Messina"; secondo la studiosa Simonetti, nel 2000, è possibile che l'opera sia stata acquisita nel palazzo anche anteriormente al 1760, tramite gli antichi proprietari del palazzo, i Pallavicini, oppure come dote di Maddalena Doria Spinola.
È in un catalogo dei dipinti del secondo salotto del piano nobile che Federico Alizeri nel 1846 lo descrive come un "Ecce homo in tavola attribuito ad Antonello da Messina", presumibilmente perché già in quell'epoca la cornicetta originale del dipinto, recante la firma.